# Snowidowicze (przystanek kolejowy)
Snowidowicze (ukr. Сновидовичі, ros. Сновидовичи) – przystanek kolejowy w miejscowości Snowidowicze, w rejonie korosteńskim, w obwodzie żytomierskim, na Ukrainie. Położony jest na linii Kijów – Korosteń – Sarny – Kowel.
Przed II wojną światową była to stacja kolejowa. Snowidowicze były wówczas ostatnią sowiecką stacją przed granicą z Polską. Stacja nosiła nazwę Snowidowicze, mimo iż wieś Snowidowicze leżała po polskiej stronie granicy. Polską stacją graniczną były Ostki. Planowany ruch transgraniczny nie był prowadzony, istniał jednak tor łączący Ostki ze Snowidowiczami.
Obecnie jest to ostatni od strony Sarn punkt zatrzymywania się pociągów zarządzany przez Kolej Lwowską.